# Dichapetalum oleifolium
Dichapetalum oleifolium är en tvåhjärtbladig växtart som först beskrevs av John Gilbert Baker, och fick sitt nu gällande namn av Descoings. Dichapetalum oleifolium ingår i släktet Dichapetalum och familjen Dichapetalaceae. Inga underarter finns listade i Catalogue of Life.